# Back to the Disaster
Back to the Disaster è un CD/DVD live del gruppo pop punk statunitense Sugarcult, pubblicato il 15 novembre 2005. Prende nome da una strofa del singolo Memory, il primo del precedente album Palm Trees and Power Lines.

## Tracce
1. Stuck in America – 3:48
2. She's the Blade – 2:45
3. Crying – 3:57
4. Memory – 3:48
5. Champagne – 3:08
6. You're the One – 1:59
7. What You Say – 2:41
8. Pretty Girl – 4:18
9. Worst December – 4:12

## Contenuti DVD
- Documentario sulla band
- Video musicali di Memory e She's the Blade
- Video animato di Memory
- Making of di She's the Blade
- Dietro le scene dei tour tra il 2003 e il 2005 in USA, Europa e Giappone.
- Intervista con la band
- Live di Memory, Bouncing Off the Walls, Champagne, Worst December, You're the One, What You Say e Crying.
- Galleria fotografica

## Formazione
- Tim Pagnotta - voce, seconda chitarra
- Marko DeSantis - prima chitarra
- Airin Older - basso, voce d'accompagnamento
- Ken Livingston - batteria